# 동래향교 고왕록
동래향교 고왕록(東萊鄕校 考往錄)은 부산광역시 동래구 명륜동, 동래향교에 있는 조선시대의 필사본 책이다. 1782년~1900년까지의 동래향교와 관련된 통문, 추록, 등본 등 95건의 문서가 초록되어 있으며 동래향교의 중수·중건 사적도 기록되어 있다. 특히 1784년에 이루어진 동래향교 이건에 관한 기록이 거의 대부분을 차지한다.
2008년 12월 16일 부산광역시의 유형문화재 제99호로 지정되으며, 2019년 5월 28일 부산광역시 시립박물관에 기증되었다.

## 개요
동래향교고왕록에는 1782~1900년 사이의 동래향교 관련 문서 95건이 초록되어 있다. 동래향교와 관련된 각종 영건사적(營建事蹟), 통문(通文), 추록(追錄), 등본(謄本), 보장(報狀), 품목(稟目), 축문(祝文), 상량문(上樑文), 별록(別錄), 서목(書目), 상서(上書), 감결(甘結), 고목(告目), 절목(節目) 등이 수록되어 있다.
향교에 보내온 사림의 각종 통문, 향교 이건 관련 문건, 특정 개인 집안의 문서를 고왕록에 등재해 주기를 청하여 추록된 문서, 동래향교 재정 규정, 향교 교임(校任)의 선출과 그 신분에 관한 규정 등이 주된 내용이다. 동래향교의 중수·중건 사적과 각종 통문, 정장, 절목 등 문서이다. 특히 1784년 동래향교 이 건에 관한 기록이 거의 대부분을 차지한다.
이 자료는 조선후기 동래지역의 향교 연구의 기본 사료로 이용되고 있으며, 향교 연구는 물론 동래 지역 향권에 관계한 향촌사회 향반의 동향 연구에도 매우 중요한 자료로써, 조선후기 향교, 향청 연구의 사료적 가치가 높은 일급 사료이다.
이 자료는 필사본으로서 유일한 자료이므로 서지학적으로도 귀중한 가치가 있으며, 부산(동래)의 지방사, 지역사 연구와 지방교육 연구의 기초 자료로서도 유용 하다. 현재 전해지는 향교자료가 거의 없는 상황에서 동래향교고왕록을 부산광역시 유형문화재로 지정하여 원본을 보존하는 것은 매우 의미 있는 일이라고 판단된다.

## 같이 보기
- 동래향교

## 참고 자료
- 동래향교고왕록 - 국가유산청 국가유산포털